# Niedermuhlern
Niedermuhlern é uma comuna da Suíça, no Cantão Berna, com cerca de 525 habitantes. Estende-se por uma área de 7,2 km², de densidade populacional de 73 hab/km². Confina com as seguintes comunas: Oberbalm, Rüeggisberg, Toffen, Wald.
A língua oficial nesta comuna é o Alemão.